# トクヤマ海陸運送
トクヤマ海陸運送株式会社（トクヤマかいりくうんそう、TOKUYAMA KAIRIKU UNSO K.K）は、山口県周南市に本社を置く日本の運送会社。トクヤマの100%子会社。

## 概要
1950年に設立。徳山下松港を基点として、主に海上輸送や陸上輸送を手掛けている他、船舶代理店業務などを手掛けている。
親会社であるトクヤマは、2020年5月20日に、同年10月1日付で徳山海陸運送を存続会社とした上で、トクヤマロジスティクスと物流部門において統合する事を発表。徳山海陸運送は同年10月1日付で、トクヤマロジスティクスを吸収合併した。今後はトクヤマグループにおける物流最適化を実現すると同時に、グループ全体のサプライチェーンの高度化を目指す。
2021年1月1日付で、商号を徳山海陸運送株式会社からトクヤマ海陸運送株式会社へ変更した。

## 沿革
- 1950年9月1日 - 設立。
- 2020年10月1日 - トクヤマロジスティクスを吸収合併。
- 2021年1月1日 - 商号をトクヤマ海陸運送株式会社へ変更。

## 船舶
自社所有のセメントタンカーを3隻（徳継丸、トクヤマ21センチュリー、德山丸）を所有している。